# Moor Row
Moor Row är en by i Cumbria i England. Byn ligger 57,6 km från Carlisle. Orten har 783 invånare (2015).